# Piperitonă
Piperitona este un compus organic din clasa monoterpeneoidelor monociclice cu formula chimică C10H16O. Este un component al unor uleiuri esențiale. Ambii stereoizomerii, D- și L-, sunt cunoscuți. D-piperitona are o aromă de mentă și a fost izolată din uleiurile speciilor din genurile Cymbopogon, Andropogon și Mentha. L-piperitona a fost izolată din Picea sitchensis.
Piperitona este principalul material precursor pentru sinteza chimică a mentolului și a timolului. Sursa primară de D/L-piperitonă este specia Eucalyptus dives din Africa de Sud.